# John Meyers
John Meyers (29 juli 1880 - 25 juli 1971) was een Amerikaans waterpolospeler en zwemmer.
John Meyers nam als waterpoloër eenmaal deel aan de Olympische Spelen; in 1904. In 1904 maakte hij deel uit van het amerikaanse team dat het brons wist te veroveren. Hij speelde voor de club Missouri Athletic Club. Meyers nam tevens deel aan het onderdeel 1 mijl vrije slag, maar haalde de finish niet.